# Objet d'accès aux données
Pour les articles homonymes, voir DAO.
Un objet d'accès aux données (en anglais data access object ou DAO) est un patron de conception (c'est-à-dire un modèle pour concevoir une solution) utilisé dans les architectures logicielles objet.

## Utilisation
Les objets en mémoire vive sont souvent liés à des données persistantes (stockées en base de données, dans des fichiers, dans des annuaires…). Le modèle DAO propose de regrouper les accès aux données persistantes dans des classes à part, plutôt que de les disperser. Il s'agit surtout de ne pas écrire ces accès dans les classes "métier", qui ne seront modifiées que si les règles de gestion métier changent.
Ce modèle complète le modèle MVC (modèle-vue-contrôleur), qui préconise de séparer dans des classes les différentes problématiques :
- des vues : charte graphique, ergonomie
- du modèle : cœur du métier
- des contrôleurs : tout le reste ; l'enchaînement des vues, les autorisations d'accès…

## Avantages et inconvénients
L'utilisation de DAO permet de s'abstraire de la façon dont les données sont stockées au niveau des objets métier. Ainsi, le changement du mode de stockage ne remet pas en cause le reste de l'application. En effet, seules ces classes dites "techniques" seront à modifier (et donc à re-tester). Cette souplesse implique cependant un coût additionnel, dû à une plus grande complexité de mise en œuvre.

## Exemple en Java
Voici un exemple concret d'implémentation du pattern DAO en Java qui illustre la séparation entre la logique métier et l'accès aux données.
Une classe métier :
```
public
 
class
 
Client
 
{

    
private
 
int
 
id
;

    
private
 
String
 
name
;

    

    
// Getters et setters

    
public
 
int
 
getId
()
 
{
 
return
 
id
;
 
}

    
public
 
String
 
getName
()
 
{
 
return
 
name
;
 
}

    

    
// Méthodes métier

    
public
 
void
 
contact
(
Client
 
otherClient
)
 
{
 
...
 
}

    
...

}

```

Client représente l'objet métier qui contient uniquement les données et le comportement liés au concept de client, sans aucune logique d'accès aux données.
Une classe technique :
```
public
 
interface
 
ClientDAO
 
{

    
Client
 
setName
(
int
 
id
,
 
String
 
newName
);

    
List
<
Client
>
 
findAll
();

    
...

}

```

Permet de définir le contrat pour toutes les opérations d'accès aux données concernant les objets Client.L' abstraction permet d'implémenter différentes stratégies d'accès aux données.
Implémantation MySQL : 
```
public
 
class
 
ClientDAOMySQL
 
implements
 
ClientDAO
 
{

    
private
 
Connection
 
connexion
;

    

    
@Override

    
public
 
List
<
Client
>
 
findAll
()
 
{

        
List
<
Client
>
 
clients
;

        
// Utilisation de la syntaxe SQL pour récupérer tous les clients

        
// SELECT * FROM clients

        
// ...code d'exécution de la requête...

        
return
 
clients
;

    
}

    

    
@Override

    
public
 
Client
 
setName
(
int
 
clientId
,
 
String
 
newName
)
 
{

        
// Utilisation de la syntaxe SQL pour mettre à jour le nom

        
// UPDATE clients SET name = ? WHERE id = ?

        
// ...code d'exécution de la requête...

        

        
Client
 
updatedClient
;

        
// Code pour récupérer le client mis à jour depuis la base de données

        
// Par exemple : SELECT * FROM clients WHERE id = clientId

        
return
 
updatedClient
;

    
}

    

    
...

}

```

Implémantation MongoDB : 
```
public
 
class
 
ClientDAOMongoDB
 
implements
 
ClientDAO
 
{

    
private
 
MongoCollection
<
Document
>
 
collection
;

    

    
@Override

    
public
 
List
<
Client
>
 
findAll
()
 
{

        
List
<
Client
>
 
clients
;

        
// Utilisation de l'API MongoDB pour récupérer tous les documents

        
// collection.find()

        
// ...code d'exécution de la requête...

        
return
 
clients
;

    
}

    

    
@Override

    
public
 
Client
 
setName
(
int
 
clientId
,
 
String
 
newName
)
 
{

        
// Utilisation de l'API MongoDB pour mettre à jour un document

        
// collection.updateOne(Filters.eq("_id", clientId), Updates.set("name", newName))

        
// ...code d'exécution de la requête...

        
Client
 
updatedClient
;

        
// Code pour récupérer le client mis à jour depuis la base de données

        
// Par exemple : collection.find(Filters.eq("_id", clientId)).first()

       
return
 
updatedClient
;

    
}

    

    
...

}

```

Il est important que cette classe cache complètement d'où viennent les données : elle doit donc renvoyer des objets métier (et non un curseur, un enregistrement…).
```
public
 
class
 
DAOFactory
 
{

    
public
 
enum
 
TypeBase
 
{
 
MYSQL
,
 
MONGODB
 
}

    

    
public
 
static
 
ClientDAO
 
getClientDAO
(
TypeBase
 
type
)
 
{

        
switch
 
(
type
)
 
{

            
case
 
MYSQL
:
 
return
 
new
 
ClientDAOMySQL
();

            
case
 
MONGODB
:
 
return
 
new
 
ClientDAOMongoDB
();

            
default
:
 
throw
 
new
 
IllegalArgumentException
(
"Type non supporté"
);

        
}

    
}

}

```

Fournit un moyen de créer l'implémentation DAO appropriée sans que le client ne connaisse les détails de l'instanciation. Cela permet de changer facilement de système de stockage sans modifier le reste du code. 
Une classe gestionnaire d'objets :
```
public
 
class
 
ClientManager
 
{

    
private
 
ClientDAO
 
clientDAO
;

    

    
public
 
ClientManager
(
DAOFactory
.
TypeBase
 
typeBase
)
 
{

        
this
.
clientDAO
 
=
 
DAOFactory
.
getClientDAO
(
typeBase
);

    
}

    

    
public
 
void
 
displayAllClient
()
 
{

        
List
<
Client
>
 
clients
 
=
 
clientDAO
.
findAll
();

        

        
System
.
out
.
println
(
"clients:"
);

        
for
 
(
Client
 
client
 
:
 
clients
)
 
{

            
System
.
out
.
println
(
"- "
 
+
 
client
.
getName
());

        
}

    
}

    

    
public
 
Client
 
setClientName
(
int
 
idClient
,
 
String
 
newName
)
 
{

        
return
 
clientDAO
.
setName
(
idClient
,
 
newName
);

    
}

}

```

Il se concentre uniquement sur les opérations métier à effectuer avec ces données.
Exemple d'utilisation :
```
public
 
static
 
void
 
main
(
String
[]
 
args
)
 
{

        
ClientManager
 
clientManager
 
=
 

new
 
ClientManager
(
DAOFactory
.
TypeBase
.
MYSQL
);
 
// Ou DAOFactory.TypeBase.MONGODB

        
clientManager
.
displayAllClient
();

        
Client
 
client
 
=
 
clientManager
.
setClientName
(
1
,
 
"Dupont"
);

        
System
.
out
.
println
(
"Client updated: "
 
+
 
client
.
getName
());

}

```

On retrouve bien ici une structure de code qui ne change pas si on change de stockage !

## Types d'accès aux données
Il peut exister autant de types de DAO que de moyens de persistance des données.
- Fichiers : VSAM, binaires, XML…
- Base de données : relationnelles (cf. mapping objet-relationnel) ou autres.
- Annuaires LDAP, Active Directory…

Des bibliothèques logicielles sont d'ailleurs conçues spécifiquement pour prendre en charge ces aspects.
- pour les bases de données : JDBC, JPA, iBATIS, Hibernate, TopLink, JDO…